# Löcknitz (Elbe)
Die Löcknitz ist ein rechter Nebenfluss der Elbe. Sie fließt durch Mecklenburg und Brandenburg bis nach Niedersachsen, 43 der insgesamt 66 Flusskilometer verlaufen in Brandenburg. Das Einzugsgebiet der Löcknitz umfasst 937 km², davon liegen 460 km² in Brandenburg.

## Name
Der Fluss wird im Jahr 1508 als lokenits erstmals schriftlich genannt. Der Name leitet sich vom altpolabischen *Loknica mit der Bedeutung „Gewässer mit Seerosen“ ab.

## Verlauf
Das Quellgebiet der Löcknitz liegt in Mecklenburg-Vorpommern im Landkreis Ludwigslust-Parchim nordöstlich von Ziegendorf an den westlichen Ausläufern der Ruhner Berge.
Von der Quelle fließt die Löcknitz in südlicher Richtung. In Höhe Balow fließt ihr der Brandsöhler Bach zu. Etwa bei Streesow fließt rechtsseitig die Tarnitz in die Löcknitz, die dort die Grenze nach Brandenburg (Landkreis Prignitz) überquert, kurz darauf mündet linksseitig die Karwe. Westlich von Karstädt kreuzt die Bundesstraße 5 die Löcknitz, die weiter zwischen ausgedehnten Waldgebieten fließt. Ab Karstädt erreicht die Löcknitz eine Breite von 10–14 Metern und eine durchschnittliche Wassertiefe zwischen 0,7 und 1,3 Metern. An den Wehranlagen werden bis zu zwei Meter Tiefe erreicht.

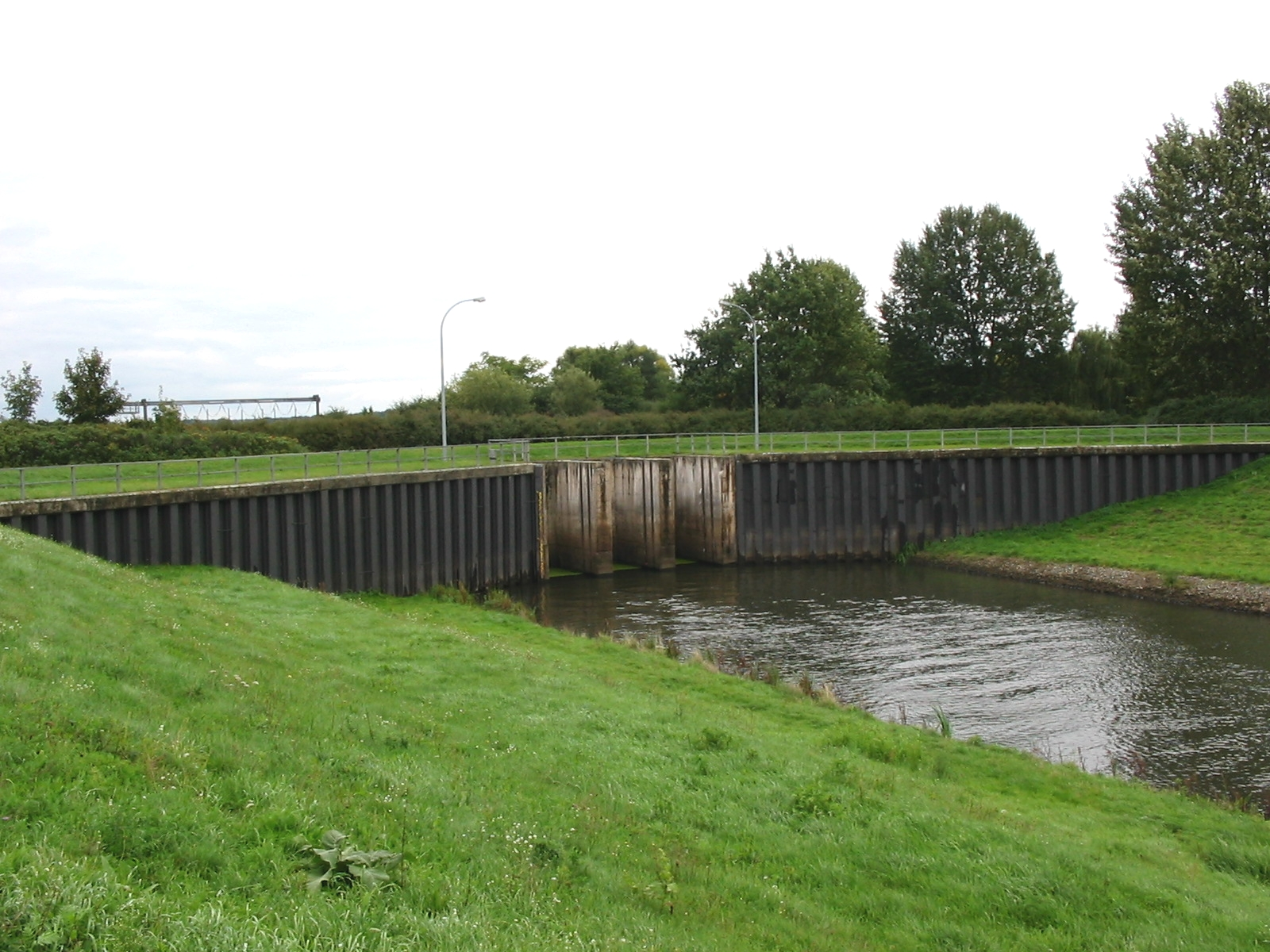
Die Löcknitz unterquert den Eldekanal bei Dömitz

Die Löcknitz durchquert den Gadower Forst, bei Bernheide fließt von Osten der Schmaldiemen zu. Hier knickt der Fluss nach Westen ab und fließt parallel zur wenige Kilometer entfernten Elbe zur Kleinstadt Lenzen. Bei Baekern wird die Löcknitz bis zu 70 Meter breit und dazu bis zu vier Meter tief. Bei Seedorf fließt die Alte Elde zu. Im weiteren Verlauf nach Westen begrenzt die Löcknitz die Lenzer Wische, die historisch häufig von Elbe und Löcknitz überflutet war. Westlich von Polz bildet die Löcknitz für einen kurzen Abschnitt die Grenze zwischen Brandenburg und Mecklenburg-Vorpommern. Bei Klein Schmölen befand sich bis 1973 ihre Mündung in die Elbe.

### Neue Löcknitz
Um ihren Abfluss in die Elbe, die ein stärkeres Gefälle hat, zwecks Hochwasserschutz zu verbessern, wurde die Löcknitz parallel zur Elbe um etwa zehn Kilometer verlängert. Diese Neue Löcknitz knickt in Dömitz, etwa einen Kilometer vor der alten Mündung, nördlich von der Löcknitz ab und fließt dann westlich nach Dömitz. Dort wird sie mittels eines Dükers unter dem Eldekanal hindurchgeführt und dann nördlich an der Stadt vorbeigeleitet. Sechs Kilometer nordwestlich von Dömitz mündet der Fluss seit 1973 bei Wehningen (Flusskilometer 513) in die Elbe. Bei Elbhochwasser kann das Wehr Wehningen geschlossen und damit das Einströmen von Elbewasser in die Löcknitz verhindert werden. Als Folge der Rückeingliederung des Amtes Neuhaus nach Niedersachsen 1993 liegt damit seitdem die Löcknitzmündung in diesem Bundesland.

## Geschichte
Bis etwa 1900 wurde der Flusslauf ab der Vereinigung der Alten Elde mit der Löcknitz bei Seedorf als der der Alten Elde angesehen. Erst danach wurde dieses Stück als Löcknitz bezeichnet.

## Natur
Die Löcknitz ist wichtig für die Be- und Entwässerung landwirtschaftlicher Nutzflächen, aber auch bedeutend für den Naturschutz. Der Unterlauf der Löcknitz befindet sich im Naturschutzgebiet Löcknitztal-Altlauf. Bei Ziegendorf gibt es in der Löcknitz die größte Bachmuschelpopulation mit dem höchsten Jungmuschelaufkommen in Mecklenburg-Vorpommern.
Vor allem im Oberlauf gab es gewässerbauliche Eingriffe: mehrere eingebaute Wehre stauen das Wasser für die Bewässerung angrenzender Agrarflächen. Diese Gewässerabschnitte sind größtenteils melioriert und ohne Gehölzsaum. In den voll belichteten Teilen bildet sich starker Bewuchs mit Wasserpflanzen. Im Löcknitztal sind wegen des Vorkommens zahlreicher Amphibien-, Vogel-, Schmetterlings- und Libellenarten einige Teile als ökologisch „wertvoll“ oder „besonders wertvoll“ eingestuft. Im Unterlauf, z. B. im Gebiet der Gandower Schweineweide und der Lenzer Wische, bildet die Löcknitz mit ihren Zuflüssen, Altarmen und Teichen ein stark verzweigtes Gewässersystem. Es finden sich Bruch- und Auwaldreste, großflächige Röhrichtbestände, Uferabbrüche, Sandbänke sowie Prall- und Gleithänge. Diese Landschaft bietet Lebensraum für viele geschützte Pflanzenarten sowie für Tierarten wie Biber, Fledermaus und verschiedene seltene Vögel, darunter auch Seeadler, sowie für zahlreiche Insekten, darunter Libellenarten wie die Südliche Mosaikjungfer und die Südliche Binsenjungfer. Für die Wanderungsbewegung des Fischotters stellt der Fluss ein wichtiges Verbindungsgewässer dar.
In der Löcknitz kommen zahlreiche Fischarten vor, vor allem Blei, Plötze, Güster, Aland, Schlei, Karpfen, Hecht, Forelle, Aal, Barsch und Zander.